# Patch Media
Patch Media, también conocida como Patch.com, es una plataforma estadounidense de información y noticias locales, propiedad principalmente de Hale Global. En enero de 2022, los más de 100 periodistas de Patch operaban unos 1260 sitios web de noticias hiperlocales y de interés nacional en los 50 estados de EE. UU, y además en el Distrito de Columbia. Patch es operado por Patch Media Corporation.
Patch es ante todo, un sitio web de noticias locales. Patch no ofrece noticias internacionales fuera de Estados Unidos. Los sitios Patch.com contienen noticias e historias de interés humano reportadas localmente. Cada sitio también contiene una mezcla de publicidad local y nacional. Este último incluye una plataforma de anuncios de autoservicio que permite a los anunciantes comunicarse directamente con audiencias específicas.

## Historia
Patch fue fundado por el entonces presidente de operaciones de Google América, Tim Armstrong, y por Warren Webster y Jon Brod en 2007 después de que Armstrong dijera que encontró una escasez de información en línea en su vecindario natal de Riverside, Connecticut. AOL adquirió la empresa en 2009, poco después de que Armstrong se convirtiera en director ejecutivo de AOL. Armstrong declaró al personal de AOL que se recusó de las negociaciones para vender la empresa y que no se benefició directamente de su inversión inicial.
La adquisición se produjo en junio de 2009. AOL pagó aproximadamente $7 millones en efectivo por la plataforma de noticias como parte de su esfuerzo por reinventarse como un proveedor de contenido más allá de su negocio tradicional de Internet de acceso telefónico. AOL, que se separó de Time Warner a finales de 2009, anunció en 2010 que invertiría 50 millones de dólares o más en la puesta en marcha de la red Patch.com. Como parte de la adquisición, Brod se convirtió en presidente de AOL Ventures, Local & Mapping, y Warren Webster se convirtió en presidente de Patch.
Luego de la adquisición, Patch comenzó un período de rápida expansión, convirtiéndose en uno de los mayores empleadores de periodistas profesionales en los EE. UU. en ese momento. La empresa creció de 46 mercados a más de 400 en 2010. The New York Times escribió en 2011, "El Patch de AOL: progresar donde otros han fallado". En 2011, Patch compró el agregador de noticias hiperlocales Outside.in a inversionistas como Union Square Ventures y otros, integrando la tecnología de Outside a la plataforma Patch.
En 2013, Patch se escindió de AOL como una empresa conjunta con Hale Global. En enero de 2014, los nuevos propietarios anunciaron el despido de 400 periodistas y otros empleados.
En febrero de 2016, The Wall Street Journal informó que Patch tenía 23 millones de usuarios, era rentable y se expandía a nuevos territorios. En 2018, Patch completó su tercer año consecutivamente rentable, atrayendo un promedio de 23.5 millones de visitantes únicos mensualmente. Patch empleaba a casi 150 personas, incluidos 110 reporteros de tiempo completo, muchos de ellos de las principales salas de redacción del país.
Alison Bernstein fue nombrada directora ejecutiva en septiembre de 2019, y luego pasó a formar parte de la junta directiva de la empresa. Rob Cain, antes de la empresa Omron Adept, se convirtió en director ejecutivo de Patch en noviembre de 2020. Charles Hale informó a Recode en 2019 que su red de más de 1200 sitios de noticias hiperlocales generaba más de $ 20 millones en ingresos anuales por publicidad, sin un muro de pago.